# Habrocestum nigristernum
Habrocestum nigristernum là một loài nhện trong họ Salticidae.
Loài này thuộc chi Habrocestum. Habrocestum nigristernum được Raymond Comte de Dalmas miêu tả năm 1920.